# اللغة الكجراتية
الكجراتية هي لغة هندوآرية، وجزء من العائلة اللغوية الهندوأوروبية. وتشتق من لغة تسمى الكجراتية القديمة (1100-1500 ب.م.) التي هي اللغة الأم للغواجاراتية الحديثة واللغات الراجستانية. وهي اللغة المحلية في الهند في ولاية كجرات، حيث أنها اللغة الأولى، وفي الإقليمين الاتحاديين دامان وديو (Daman and Diu) ودادرا وناغار هافيلي (Dadra and Nagar Haveli).
وهناك ما يقارب 65,5 مليون متحدث بالغواجاراتية في العالم، لتحتل المرتبة السادسة والعشرين في أكثر اللغات المحلية انتشارًا في العالم.[بحاجة لمصدر] وهي واحدة من أشهر اللغات الهندوآرية الغربية جنبًا إلى جنب مع الغجرية والسندية. وكانت اللغة الكجراتية هي اللغة الأولى للقائد مهاتما غاندي "الأب الروحي لشعب الهند" وساردار فالابهبهاي باتل (Sardar Vallabhbhai Patel) "رجل الهند الحديدي". ومن بين أبرز الشخصيات الأخرى الذين كانت اللغة الكجراتية هي لغتهم الأم سوامي داياناندا ساراسواتي (Swami Dayananda Saraswati) ومورارجي ديساي (Morarji Desai) ونارسينه ميهتا (Narsinh Mehta) وظهير أمباني (Dhirubhai Ambani) وجيهانجير راتانجي تاتا دادابهوي (J. R. D. Tata) بالإضافة إلى محمد علي جناح (Muhammad Ali Jinnah) "الأب الروحي لشعب باكستان.